# Inspektorat Graniczny nr 8
Inspektorat Graniczny nr 8 – jednostka organizacyjna Straży Granicznej pełniąca służbę ochronną na granicy polsko-niemieckiej w latach 1928–1939.

## Formowanie i zmiany organizacyjne
Rozporządzeniem Prezydenta Rzeczypospolitej Polskiej Ignacego Mościckiego z 22 marca 1928 roku, do ochrony północnej, zachodniej i południowej granicy państwa, a w szczególności do ich ochrony celnej, powoływano z dniem 2 kwietnia 1928 roku Straż Graniczną. Rozkazem nr 2 z 19 kwietnia 1928 roku w sprawach organizacji Pomorskiego Inspektoratu Okręgowego dowódca Straży Granicznej gen. bryg. Stefan Pasławski zatwierdził dyslokację, granice i strukturę inspektoratu granicznego nr 8 „Nakło”. Rozkazem nr 12 z 10 stycznia 1930 roku w sprawie reorganizacji Pomorskiego Inspektoratu Okręgowego komendant Straży Granicznej płk Jan Jur-Gorzechowski zmienił nazwę komisariatu „Rudna” na „Wysoka”. Rozkazem nr 3 z 29 listopada 1933 roku w sprawach organizacyjnych', komendant Straży Granicznej płk Jan Jur-Gorzechowski utworzył placówkę II linii „Nakło”. Rozkazem nr 2 z 8 września 1938 roku w sprawie terminologii odnośnie władz i jednostek organizacyjnych formacji, komendant Straży Granicznej płk Jan Gorzechowski nakazał zmienić nazwę Inspektoratu Granicznego „Nakło” na Obwód Straży Granicznej „Nakło”.

## Służba graniczna
Dowódca Straży Granicznej gen. bryg. Stefan Pasławski swoim rozkazem nr 2 z 19 kwietnia 1928 roku w sprawach organizacji Pomorskiego Inspektoratu Okręgowego określił granice inspektoratu granicznego: od północy: placówka Straży Granicznej „Witkowo” wyłącznie, od południa: placówka Straży Granicznej „Kalinka Blok 48” włącznie. W 1928 roku biura inspektoratu mieściły się przy ulicy Sienkiewicza 350. Kierownik Pomorskiego Inspektoratu Okręgowego Straży Granicznej mjr Józef Zończyk w rozkazie organizacyjnym nr 2 z 8 czerwca 1928 roku udokładnił linie rozgraniczenia inspektoratu. Granica północna: kamień graniczny nr D 239; granica południowa: kamień graniczny nr F 003.
Sąsiednie inspektoraty graniczne
- Inspektorat Graniczny „Chojnice” ⇔ Inspektorat Graniczny „Wronki” − 1928

## Kierownicy/komendanci inspektoratu
| stopień     | imię i nazwisko | okres pełnienia służby | kolejne stanowisko |
| ----------- | --------------- | ---------------------- | ------------------ |
| nadkomisarz | Wacław Pachecka | był w 1935 –           |                    |
| nadkomisarz | H. Leśkiewicz   | był w VII 1936 –       |                    |
| kprt./nkom. | Tadeusz Wróbel  | 16 XII 1937 –          |                    |
| inspektor   | Wiktor Gębalski | 1 VII 1939 -           |                    |

## Struktura organizacyjna
Organizacja inspektoratu w kwietniu 1928:
- komenda − Nakło
- komisariat Straży Granicznej „Sypniewo”
- komisariat Straży Granicznej „Łobżenica”
- komisariat Straży Granicznej „Rudna”
- komisariat Straży Granicznej „Kaczory”

Organizacja inspektoratu w styczniu 1930:
- komenda − Nakło
- komisariat Straży Granicznej „Sypniewo”
- komisariat Straży Granicznej „Łobżenica”
- komisariat Straży Granicznej „Wysoka”
- komisariat Straży Granicznej „Kaczory”

Organizacja inspektoratu w 1936:
- Komisariat Sypniewo
- Komisariat SG Łobżenica
- Komisariat SG Wysoka
- Komisariat SG Kaczory